# Puig d'en Ponç (Palafrugell)
El Puig d'en Ponç és una muntanya de 79 metres que es troba al municipi de Palafrugell, a la comarca catalana del Baix Empordà.